# Нарциса Амалия
Нарсиса Амалия де Оливейра Кампос (порт. Narcisa Amália; 3 апреля 1856, Сан-Жуан-да-Барра — 24 июня 1924, Рио-де-Жанейро) — бразильская поэтесса, аболиционистка и феминистка, активистка борьбы за права женщин. Она также считается первой женщиной-профессиональным журналистом в Бразилии.

## Биография
Её родителями были Хакоме де Кампос и Нарциса Инасия де Кампос. Была первой профессиональной журналисткой в Бразилии. Сотрудничала с журналом «A leitura», несколькими газетами, в частности для «O Sexo Feminino» (1870-е). Активно участвовала в движении за права женщин и была участником аболиционистского движения.
Вышла замуж за Жоау Батиста да Силвейра. После разрыва с ним вышла замуж за Франсиско Клето да Роша.
В то время лишь немногие женщины смогли добиться известности как поэты и литературные деятели в Бразилии. Это объясняется отсутствием участия женщин в бразильской политике, литературе и образовании во время расцвета и упадка патриархальной системы страны.

## Творчество
Нарциса Амалия — автор произведений «Nebulosas» (1872), «Miragem», «Nelumbia», «O Romance da Mulher que Amou», «A Mulher do Século XIX». В своей дебютной книге «Nebulosas» (1872) подчеркнула важность роли прессы в борьбе с рабством. После публикации «Nebulosas» вступила в ожесточенный спор, поскольку его «приписали „молодому человеку“, позаимствовавшему её имя». Её книга «A Mulher do Século XIX» («Женщины девятнадцатого века», 1892) была призывом к женщинам бороться за свои права.
Получила признание за свои литературные произведения, бросившие вызов расистским идеологиям в Бразилии.